# Nitrosopumilaceae
A Nitrosopumilaceae egy Archaea család a Nitrosopumilales rendben. Az N. maritimus képes 10 nanomoláros koncentrációnál is ammóniát oxidálni.  Az üledékből David Stahl (University of Washington) csoportja izolálta.